# Melbbach
Der Melbbach, auch Engelbach, Engelsbach oder Poppelsdorfer Bach, ist ein Bach in Bonn. Seine Gesamtlänge beträgt 6,1 Kilometer, sein Einzugsbereich umfasst 5,02 Quadratkilometer.

## Etymologie
Der Name „Melb-“ wird als keltischen Ursprungs gedeutet und soll lehmig bedeuten; die Bezeichnung Engelsbach leitet sich von einem ehemaligen Kloster ab.

## Verlauf
Die Quelle des Bachs liegt im Bereich der Waldau. Zunächst verläuft der Bach für 3,1 km offen durch das naturbelassene Melbtal. Hier wird er von der Melbbrücke überquert. An der Stelle einer ehemaligen Mühle befindet sich heute das Melbbad. Durch dieses Freibad verläuft der Bach renaturiert. In Poppelsdorf verläuft der Bach dann unterirdisch (ca. 1,5 km), bis er in den Weiher des Botanischen Gartens Bonn am Poppelsdorfer Schloss (Melbweiher, auch Poppelsdorfer Weiher)  mündet, der einst als Wehrgraben der gotischen Vorgängerburg des Schlosses diente und den Garten bis zur Zuschüttung zweier seiner Arme Ende des 19. Jahrhunderts ganz umgab.
Aus dem Weiher fließen Teile des Wassers unterirdisch zum Rhein weiter, 1991 wurde hierfür ein neuer, größerer Kanal angelegt, um Hochwasser in Poppelsdorf wie 1970 zu verhindern. Die mit Gittern gesicherte Kanalmündung befindet sich an der Zweiten Fährgasse.

## Weblinks

Bilder vom Melbbach
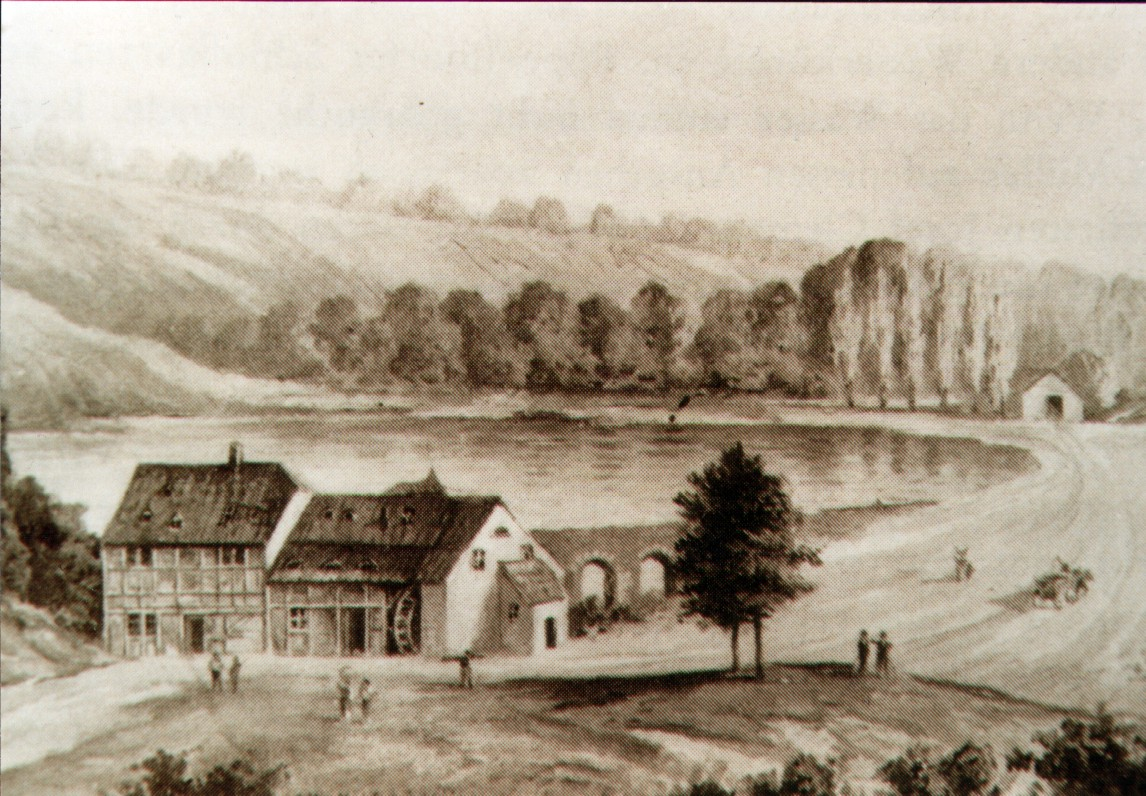
Ehemalige „Obere Mühle“ am Melbbach
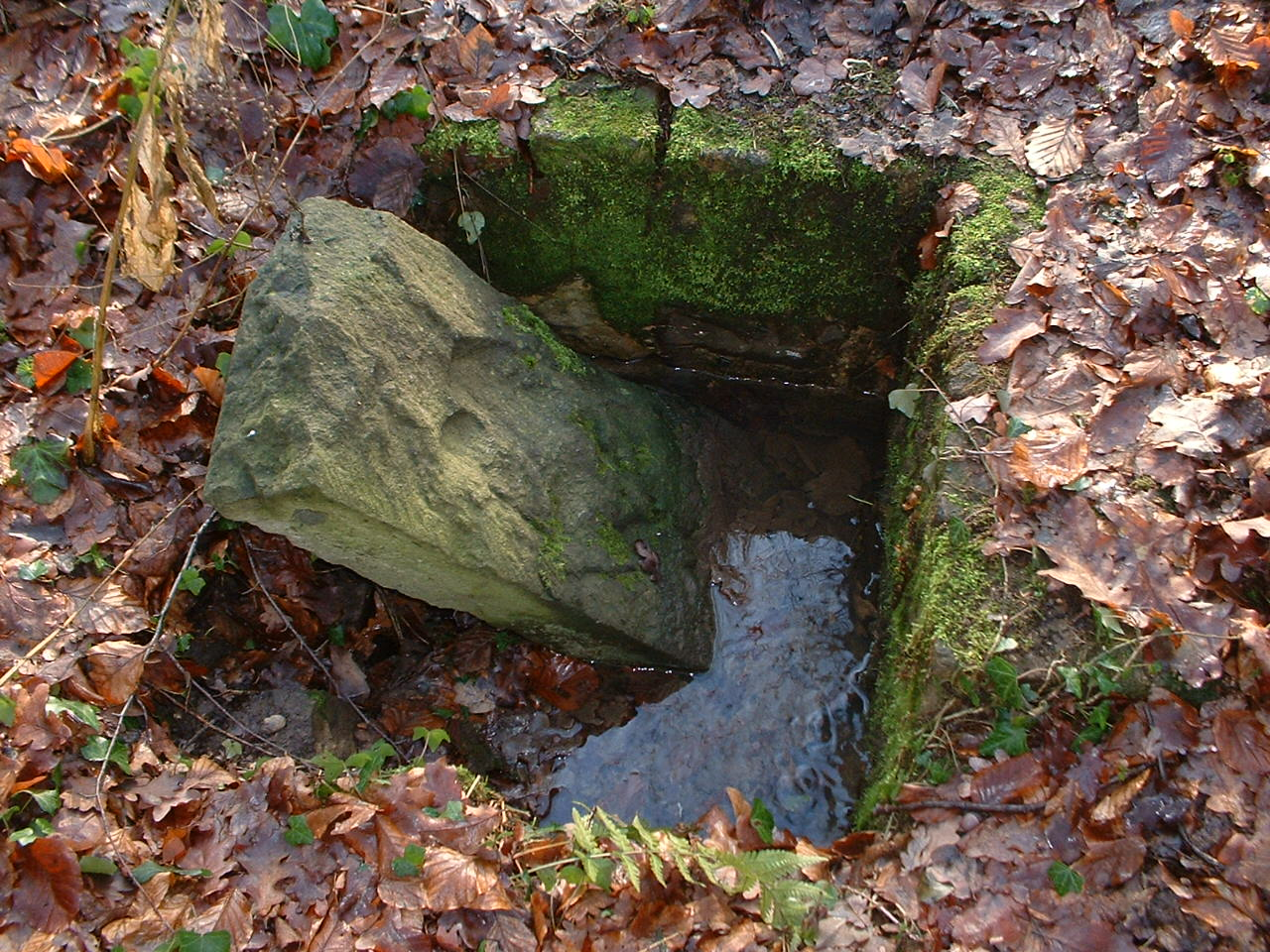
Die ursprüngliche Melbquelle zwischen Annaberger Hof und Waldau
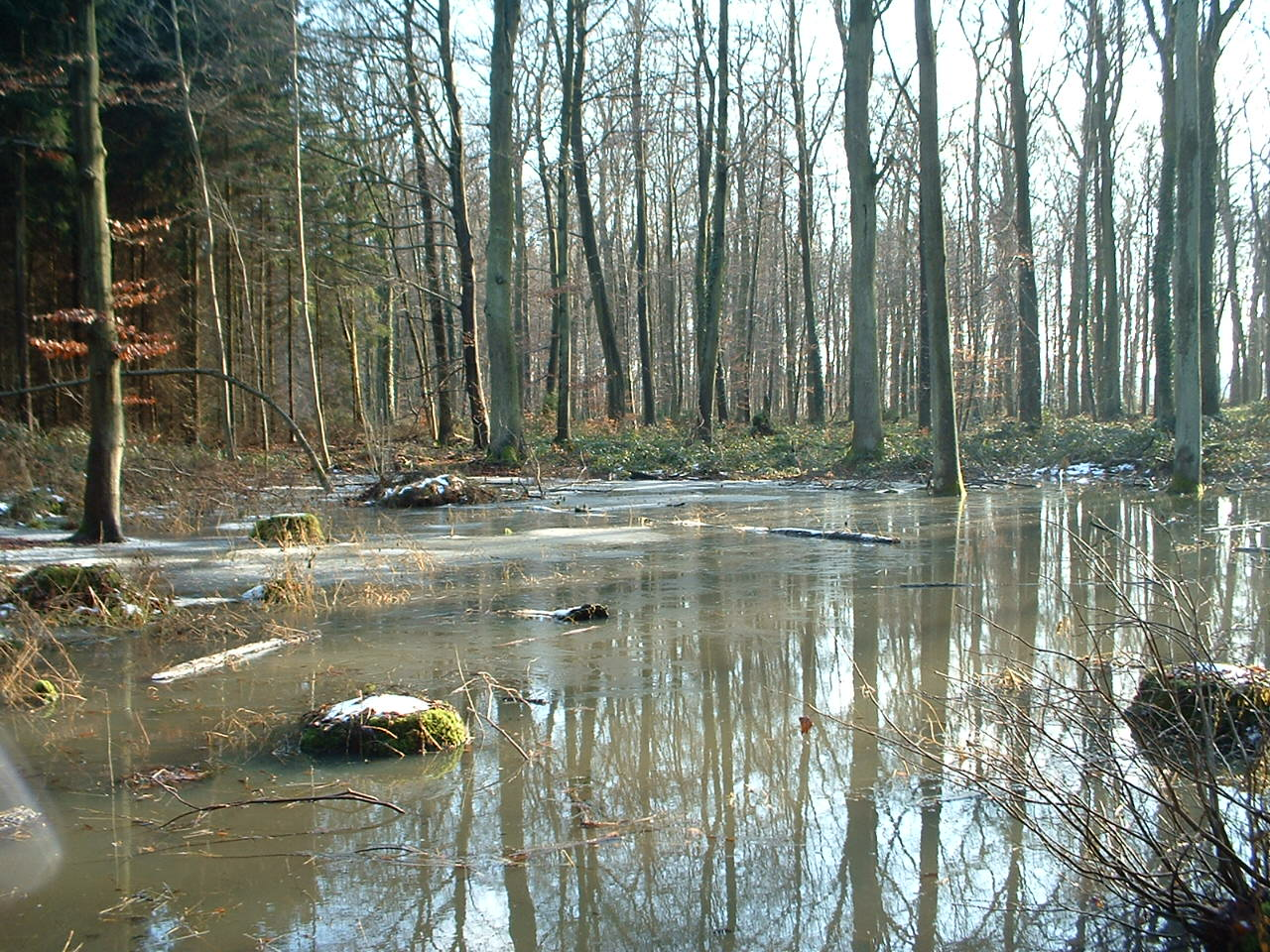
Der Bereich unterhalb der Melbquelle nach der Schneeschmelze
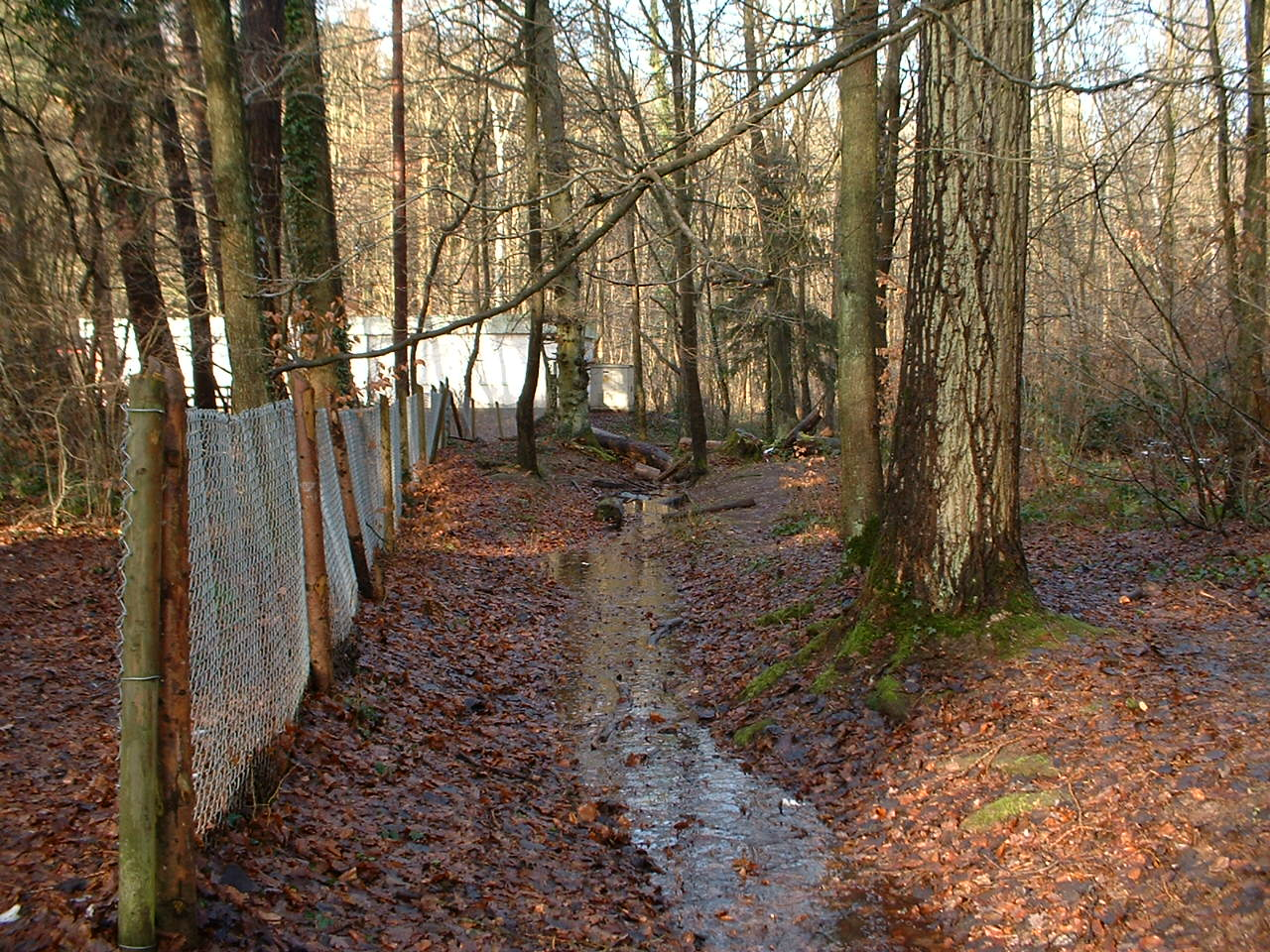
Der Graben des Melbbachs am Spielplatz an der Waldau mit überdurchschnittlich viel Wasser
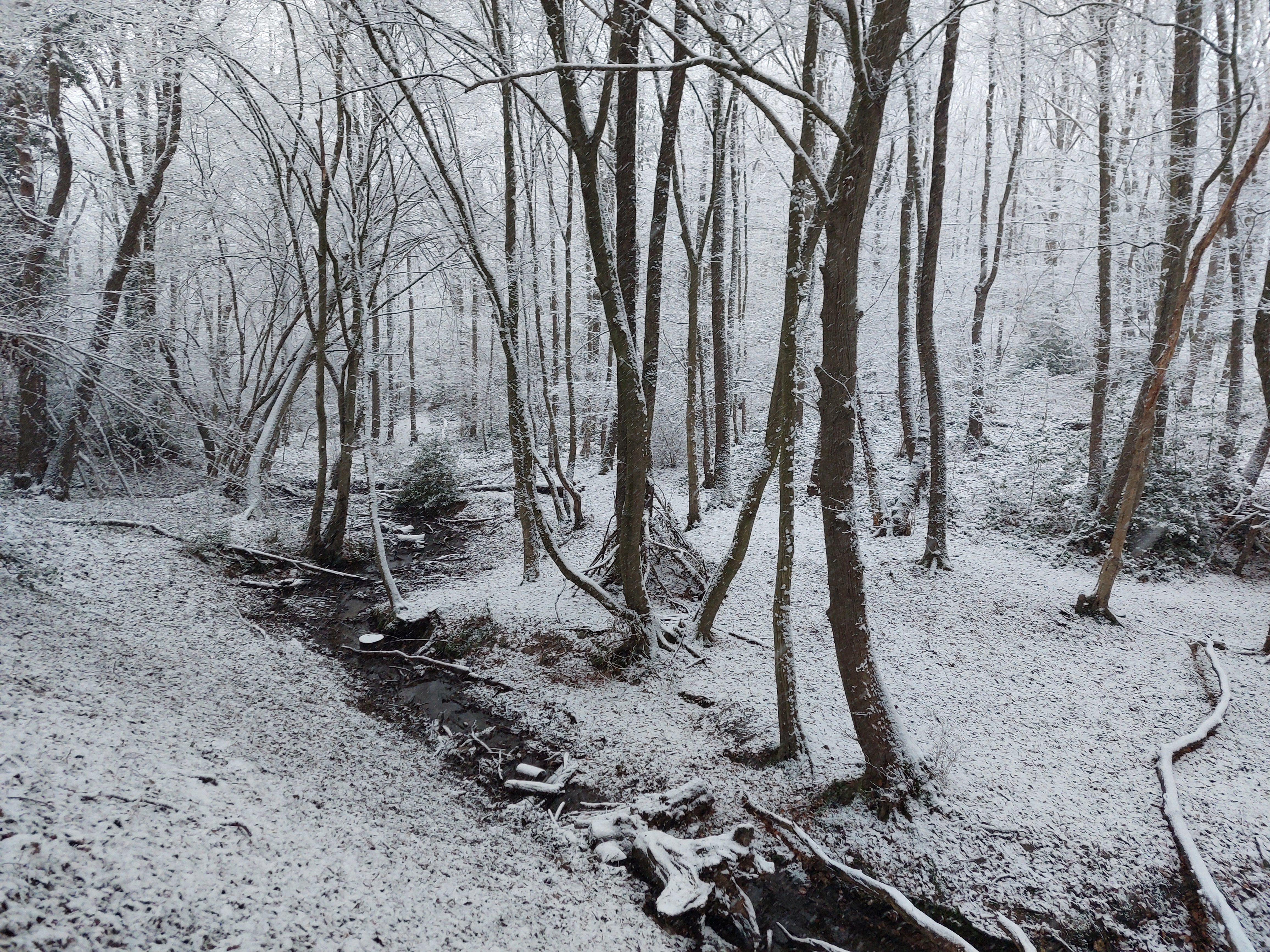
Melbbach zwischen Ippendorf und Venusberg (Bonn), örtlich als Engelsbach bezeichnet. Der mäandernde Bach fließt hier durch einen Bruchwald, welcher größtenteils durch Erlen und Haselsträuchern gebildet wird.
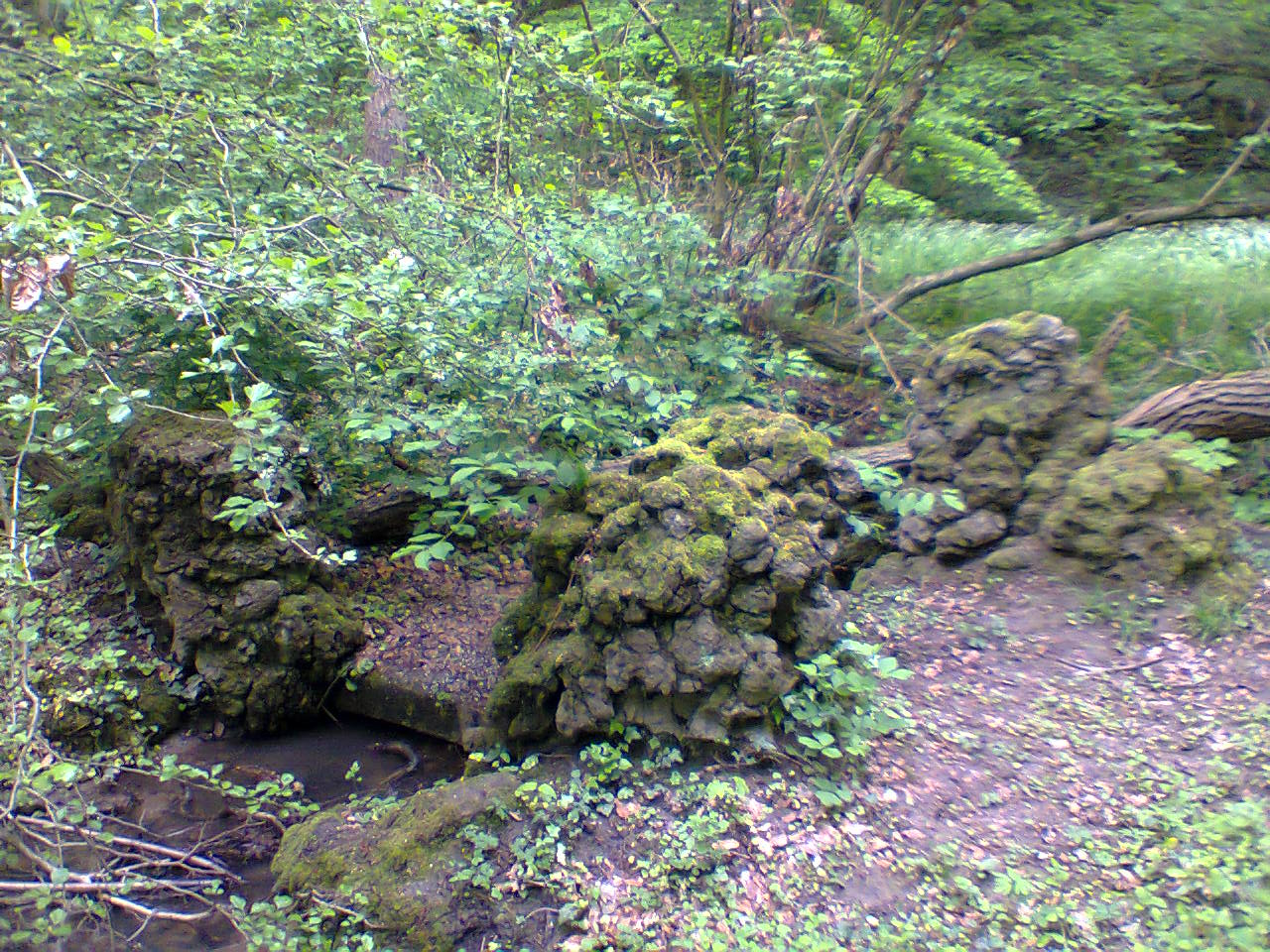
Reste einer Brücke aus Lava-Tuffstein im ehemaligen Troschel-Park zwischen Melbbrücke und Melbbad
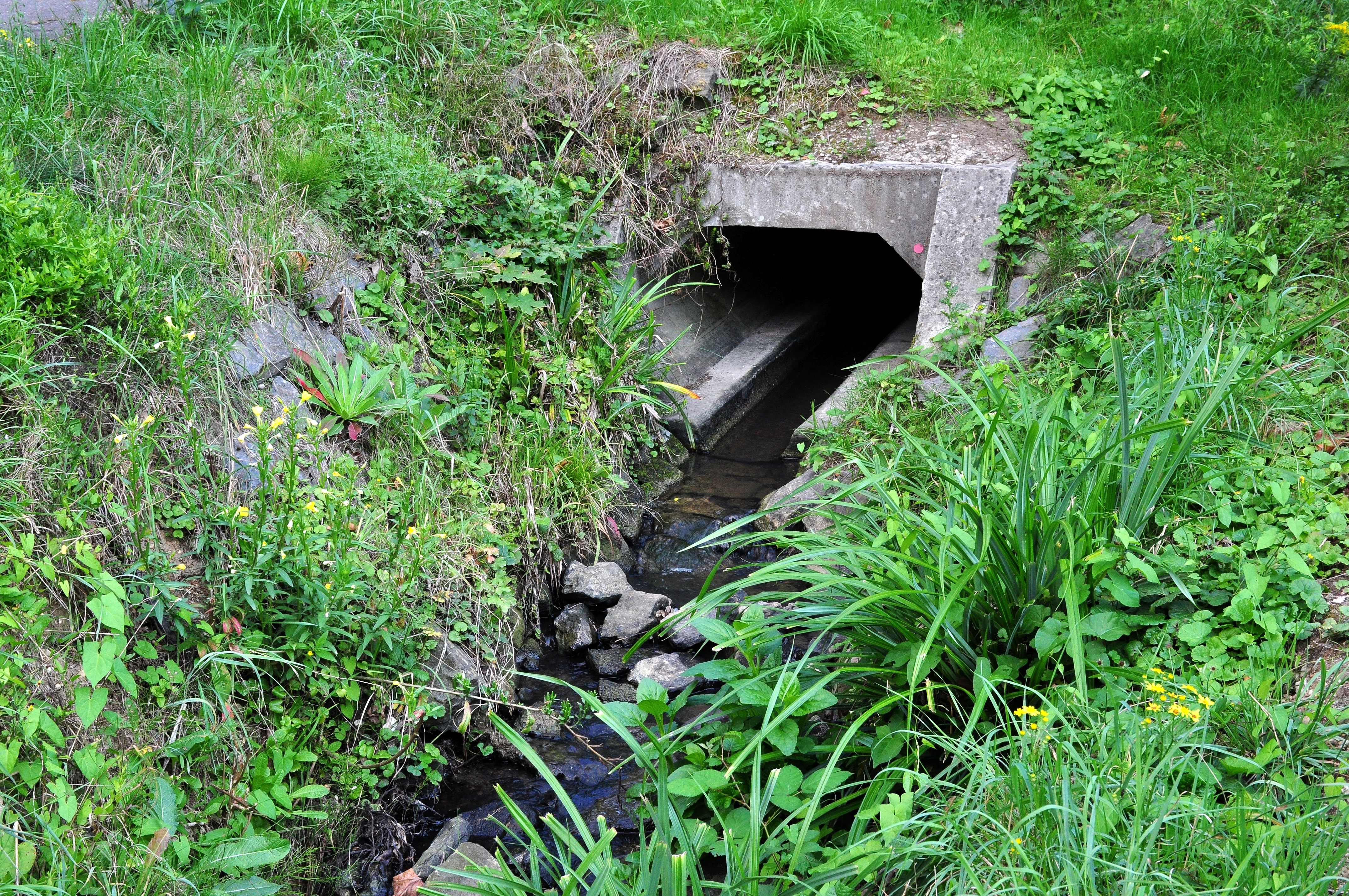
Der Melbbach (Engelsbach) am Parkplatz des Melbbads
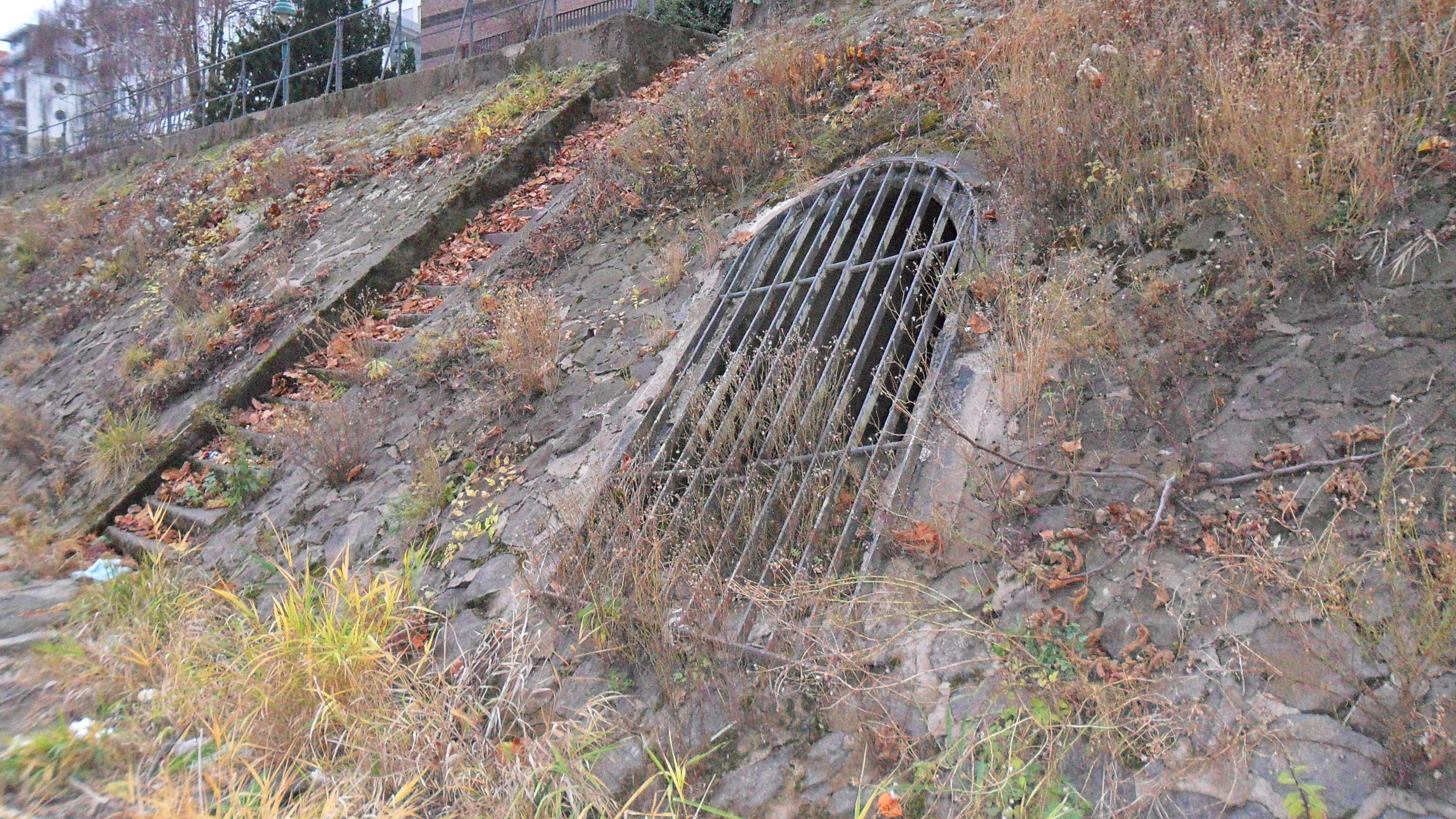
Die Mündung des Melbbaches in den Rhein